# Tsaghkavan (Tavush)
Tsaghkavan (in armeno Ծաղկավան?, chiamato anche Tsakhkavan/Tzaghkavan; precedentemente Veligekh/Veli) è un comune dell'Armenia di 996 abitanti (2001) della provincia di Tavush.